# Chromis pembae
Chromis pembae là một loài cá biển thuộc chi Chromis trong họ Cá thia. Loài này được mô tả lần đầu tiên vào năm 1960.

## Từ nguyên
Từ định danh pembae được đặt theo tên gọi của đảo Pemba (ngoài khơi Tanzania), nơi mà mẫu định danh của loài cá này được thu thập.

## Phạm vi phân bố và môi trường sống
C. pembae được ghi nhận từ Oman và Biển Đỏ, dọc theo đường bờ biển Đông Phi đến Socotra, Tanzania và Seychelles, xa về phía đông đến Maldives và quần đảo Chagos.
C. pembae thường hợp thành đàn và sống tập trung trên các rạn san hô viền bờ ở độ sâu khoảng 12–50 m.

## Mô tả
C. pembae có chiều dài cơ thể lớn nhất được ghi nhận là 13 cm. Cơ thể có màu nâu sẫm. Vây hậu môn và vây lưng sẫm đen. Vây lưng có màu vàng trên chóp các tia gai. Vây đuôi trong mờ, màu trắng. Vây bụng có màu trắng.
Số gai ở vây lưng: 13; Số tia vây ở vây lưng: 11–12; Số gai ở vây hậu môn: 2; Số tia vây ở vây hậu môn: 11; Số gai ở vây bụng: 1; Số tia vây ở vây bụng: 5.

## Sinh thái học
Thức ăn của C. pembae là động vật phù du. Cá đực có tập tính bảo vệ và chăm sóc trứng; trứng có độ dính và bám vào nền tổ.